# Burg Maus
Le Burg Maus (« château de la Souris ») est un château allemand situé dans la commune de Saint-Goarshausen, dans le Land de Rhénanie-Palatinat. Il est situé en aval du Burg Katz (« château du Chat »), le nom populaire de ce château en est dérivé par association.
Il se trouve sur la rive est du Rhin, au nord du Burg Katz, en face du château de Rheinfels et proche du Lorelei.
Le château a été construit en 1353-1357 sous le nom de Saint-Peterseck, par l'archevêque de Trèves Bohémond II, et par ses successeurs Cunon II de Falkenstein et Werner de Falkenstein, terminé en 1388.

## Source
- (en) Cet article est partiellement ou en totalité issu de l’article de Wikipédia en anglais intitulé « Maus Castle » (voir la liste des auteurs).